# PCDH12
PCDH12‏ (Protocadherin 12) هوَ بروتين يُشَفر بواسطة جين PCDH12 في الإنسان.